# Ophrys minuticauda
Ophrys minuticauda là một loài thực vật có hoa trong họ Lan. Loài này được Duffort mô tả khoa học đầu tiên năm 1902.